# 16-й армейский корпус СС
16-й армейский корпус СС (нем. XVI. SS-Armeekorps) — оперативно-тактическое объединение войск СС нацистской Германии периода Второй мировой войны. Сформирован в январе 1945 года в Померании, где в его подчинении находились все части войск СС, находящиеся в этом регионе.

## Боевой путь корпуса
Штаб корпуса создан 15 января 1945 г. При защите Померании в феврале 1945 во время Восточно-Померанской операции корпус был практически разгромлен, однако его штаб не был расформирован. До конца войны корпус находился в стадии формирования в Западной Германии. Дальнейшее использование в составе сухопутных войск не подтверждено.

## Командующие корпусом
- обергруппенфюрер СС и генерал войск СС Карл Мария Демельхубер (февраль — мая 1945)

## Состав корпуса
Февраль 1945:
- Части войск СС, находившиеся в Померании.